# 海馬 (動畫)
《海馬》（日语：カイバ）是一部日本電視動畫原創作品。2008年4月到7月於WOWOW上放映。全12話。作品名稱「海馬」引自與腦器官相關的「海馬體」。與湯淺政明的前作一樣，畫風以及人物設計與手塚治虫相近。
第12屆日本新媒體動漫藝術節動畫部門優秀賞作品。

## 作品簡介
由於記憶可以被儲存，肉體的死亡不再具有意義。由於記憶可以在不同身體中轉移，發生許多社會現象，像是記憶的買賣、違法的記憶改造、偷取他人的記憶。社會混亂，進步停滯。喪失的自己記憶的主角凱巴在這樣的社會裡尋找自己原來的記憶。

## 登場人物
海馬（Kaiba，聲：桑島法子）
不善言詞的主角。Kaiba的胸部有一個洞，以及由三個圓形為頂點形成的三角形花紋。在動畫一開始時，他沒有任何記憶。
內伊羅（Neiro，聲：能登麻美子）
反社會組織「一想團」的成員。
波波（Popo，聲：朴璐美）
「一想團」的幹部。
（聲：藤村步）
「一想團」的成員。
Vanilla（Vanilla，聲：江川央生）
宇宙船保安官。
Chroniko（聲：齋藤千和）
Hyo-Hyo（聲：水田山葵）
（聲：岩永哲哉）
（聲：甲斐田裕子）
「一想團」的成員。
（聲：玄田哲章）

（聲：日比愛子）
（聲：西脇保）
（聲：玉川紗己子）
（聲：折笠愛）
（聲：うえだ星子、進藤尚美）
（聲：チョー）
（聲：能登麻美子）
（聲：三瓶由布子）

## 製作團隊
- 原作 - 湯浅政明、MADHOUSE
- 企畫 - 丸山正雄
- 監督、系列構成 - 湯浅政明
- 人物設計 - 伊東伸高
- 設定設計協力 - 宮沢康紀
- 道具設計 - 濱田高行
- 色彩設計 - 谷本千絵
- 美術監督 - 河野羚
- 攝影監督 - 高橋宏司
- 編輯 - 寺内聡
- 音響監督 - 百瀬慶一
- 音樂 - 吉田潔
- 音響制作 - Mediarte Entertainment Works
- 音樂製作人 - 岡田こずえ、尾上政幸
- 音樂製作 - Artist Management Office
- 執行製作人 - 高見澤尚樹、丸田順悟、平山博志、伊豆倉公一
- 製作人 - 北浦宏之、二方由紀子、田村学、池嶌千晶
- 動畫製作人 - 藤尾勉
- 動畫製作 - MADHOUSE
- 製作、著作 - 海馬製作委員会

## 主題曲
片頭曲「Never」
作詞 - Seira　作曲 - 山口隆志　編曲 - 西平彰　歌 - Seira
片尾曲「Carry Me Away」
作詞 - Seira　作曲／編曲 - Maiko of M.Y　歌 - Seira

## 各話列表
| 話數 | 標題 | 腳本                | 分鏡                   | 演出         | 作畫監督      |
| ---- | ---- | ------------------- | ---------------------- | ------------ | ------------- |
| 1    |      | 湯浅政明            | 湯浅政明               | 湯浅政明     | 伊東伸高      |
| 2    |      | 湯浅政明 横山彰利   | 横山彰利               | 横山彰利     | 本間晃        |
| 3    |      | 湯浅政明 横山彰利   | 横山彰利               | 横山彰利     | 伊東伸高      |
| 4    |      | 三原三千夫 湯浅政明 | 三原三千夫             | 三原三千夫   | 三原三千夫    |
| 5    |      | 崔恩映 湯浅政明     | 崔恩映                 | 崔恩映       | 崔恩映        |
| 6    |      | 高橋知也 湯浅政明   | 高橋知也 JAMIE VICKERS | 高橋知也     | JAMIE VICKERS |
| 7    |      | 横山彰利 湯浅政明   | 横山彰利               | 横山彰利     | 伊東伸高      |
| 8    |      | 湯浅政明            | 崔恩映                 | 崔恩映       | 崔恩映        |
| 9    |      | 湯浅政明            | 横山彰利               | 横山彰利     | 伊東伸高      |
| 10   |      | 湯浅政明            | 湯浅政明               | 湯浅政明     | 久保まさひこ  |
| 11   |      | 湯浅政明            | 湯浅政明               | 久保まさひこ | 牧原亮太郎    |
| 12   |      | 湯浅政明            | 湯浅政明               | 湯浅政明     | 伊東伸高      |

## 播放電視台
| 播放地區 | 播放電視台 | 播放日期                | 播放時間             | 備註                                          |
| -------- | ---------- | ----------------------- | -------------------- | --------------------------------------------- |
| 日本全域 | WOWOW      | 2008年4月10日 - 7月24日 | 星期四 24:00 - 24:30 | 衛星放送、有重播 （隔週星期一 04:00 - 04:30） |

## 外部連結
- カイバ｜WOWOW ONLINE （页面存档备份，存于），WOWOW的網站 （日語）